# لنغور رمادي نيبالي
اللنغور الرمادي النيبالي (Semnopithecus schistaceus) هو نوع من اللانغور الرمادي ومتوطن في جبال الهيمالايا في نيبال وأقصى جنوب غرب التبت وشمال الهند وشمال باكستان وبوتان. يوجد في الغابات على ارتفاع 1,500 إلى 4,000 متر (4,900 إلى 13,100 قدم). أقصى حدوده الشرقية في الهند هي محمية Buxa Tiger في شمال البنغال الغربية.